# Expoziția Tinerimii artistice din anul 1903

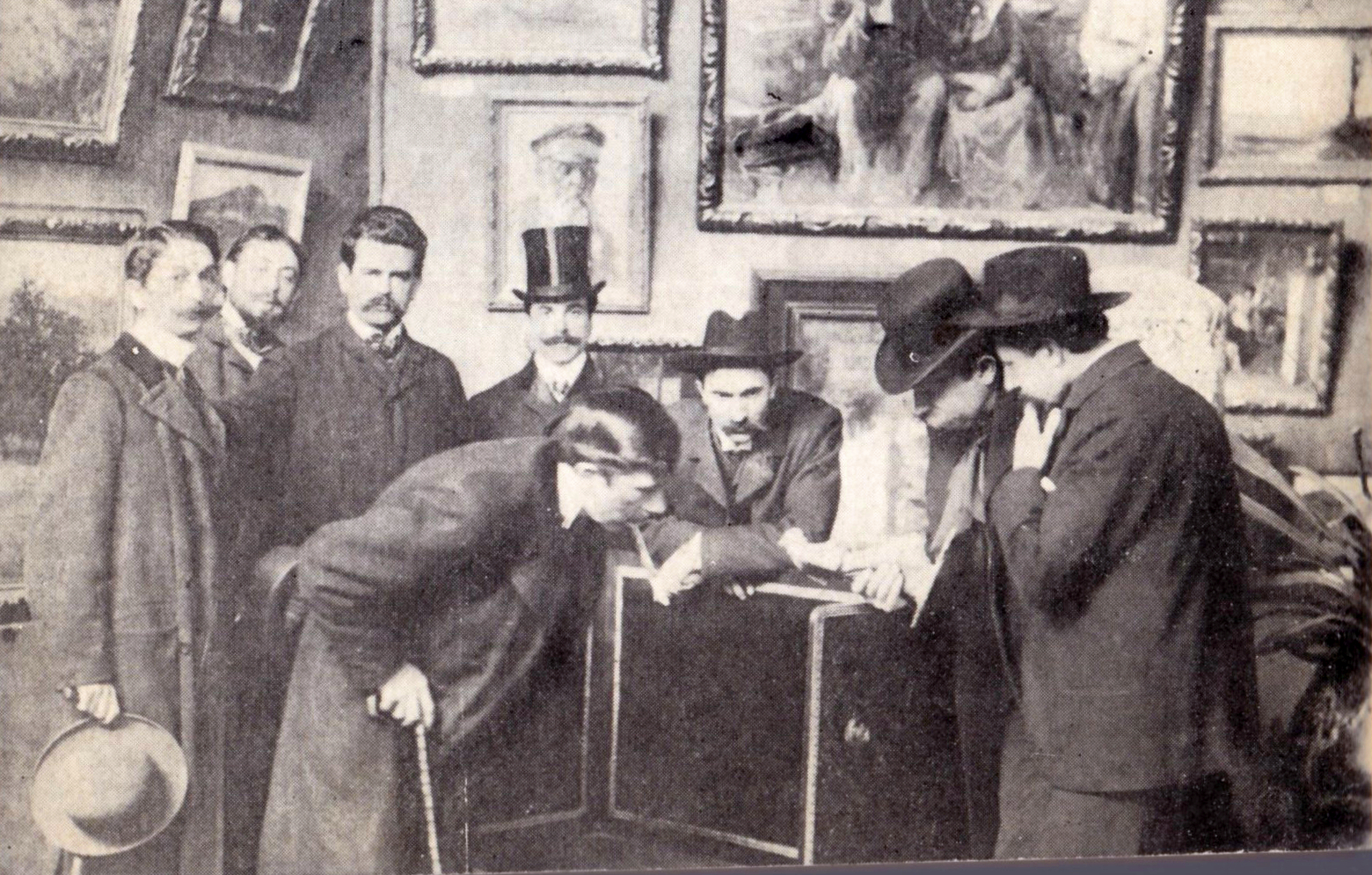
Expoziția din anul 1903: în imagine Constantin Artachino, Alexandru Satmari, Frederic Storck, Kimon Loghi, Oscar Spathe, Ștefan Luchian, Ipolit Strâmbulescu, Gheorghe Petrașcu

Expoziția Tinerimii artistice din anul 1903 a fost cea de a doua manifestare expozițională a Societății Tinerimea artistică. Deschiderea ei s-a făcut în primăvara anului 1903 în ziua de 10 martie la Ateneul Român din București și i-a avut ca principali actori pe Constantin Artachino, Ștefan Luchian, Ipolit Strâmbulescu, Kimon Loghi, Ștefan Popescu, Arthur Verona, Nicolae Grant, Nicolae Vermont, Gheorghe Petrașcu, Frederic Storck și Oscar Späthe. Societatea i-a avut ca invitați pe Jean Alexandru Steriadi, Alexandru Satmari și Apcar Baltazar.

## Deschiderea manifestării
Deschiderea expoziției s-a făcut în primăvara anului 1903 în ziua de 10 martie la Ateneul Român din București. Operele membrilor societății au atras simpatiile elevilor Școlii de Belle Arte din București prin plasarea la loc de cinste a tematicii peisajului urban și rural, deopotrivă cu scene de gen realizate și inspirate după natură. Ca reacție, conducerea școlii a elaborat măsuri de sustragere a elevilor de sub influența societății și de supraveghere  a activității lor. Elocventă este organizarea societății Cercului elevilor școlii de arte frumoase.
Confirmarea succesului pe care societatea l-a avut cu expoziția din anul 1902, s-a obținut cu ocazia celei de a doua expoziții organizate de Tinerimea artistică din anul 1903. Alături de membrii fondatori, în semn de solidaritate, Nicolae Grigorescu a participat cu două tablouri. Ca urmare a unei selecții exigente a lucrărilor, au mai fost invitați Jean Alexandru Steriadi, Alexandru Satmari și Apcar Baltazar. Au fost prezente opere care imitau opera lui Grigorescu și lucrări ale unor autori de factură academistă. În mod similar altor țări europene, academismul românesc se caracteriza printr-o abatere de la cele mai vii probleme ale contemporaneității, folosind o paletă întunecată și de cele mai multe ori era lipsită de strălucie și lumină. În plenitudinea lui, academismul din România a părăsit subiectele mitologice și s-a afirmat cu pregnanță în realizarea de portrete, rareori nuduri, și naturi moarte.
În ansamblul ei, expoziția a marcat înainte de toate, succesul culorii ca influență inerentă a impresionismului francez. Prin comparație, artiștii români care au urmat această tendință, dădeau încă importanță subiectului și nu-l considerau doar un suport sau pretext pentru efectul mereu mișcător al luminii impresioniste ce lua în obiectiv doar esența estetică. Nu se poate vorbi nici de o factură impresionistă care-si trage seva din ortodoxism, datorită tușei de culoare ce nu este fragmentată în aceeași măsură ca în impresionismul francez, iar pictorii nu au aplicat în mod sistemic legea complementarității culorii.

Sculpturi care au fost prezente la Expoziția Tinerimii artistice din anul 1903
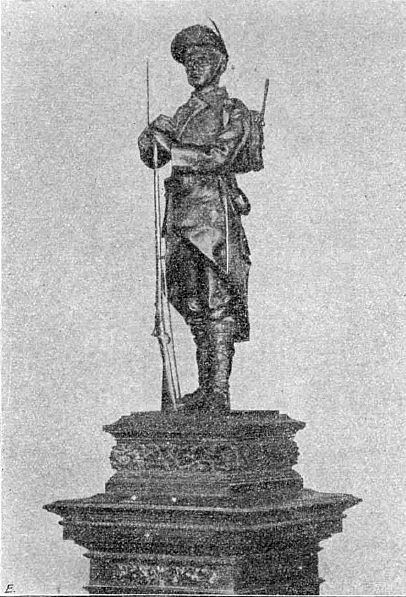
Dorobanțul [ Oscar Späthe ]
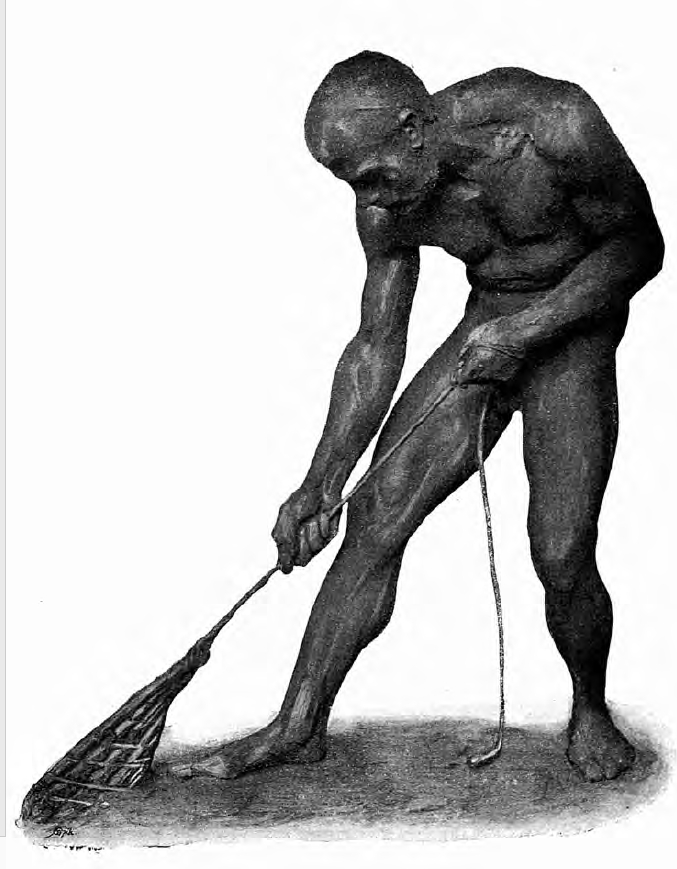
Pescarul [ Oscar Späthe ]
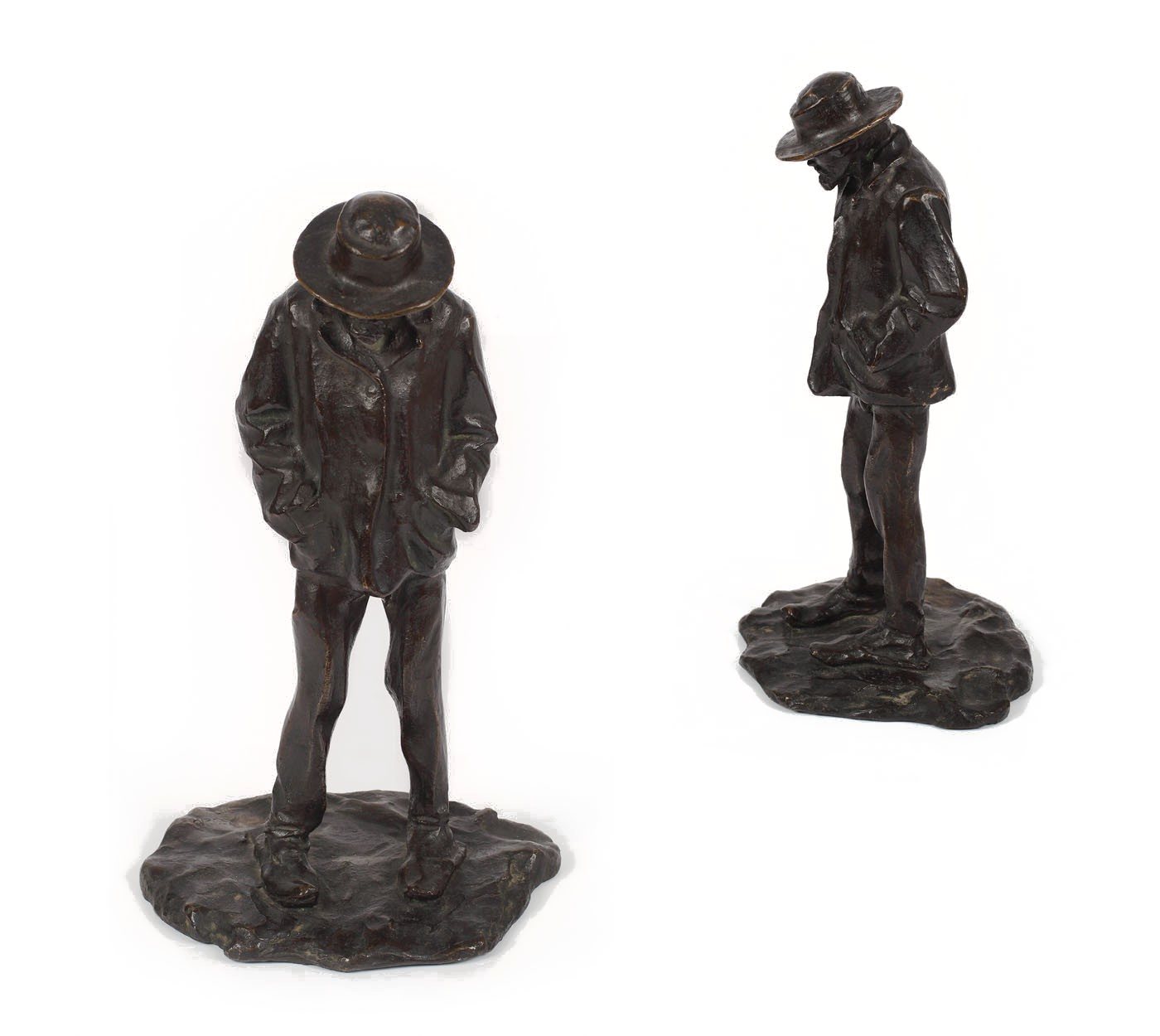
Moș Florea [ Frederic Storck ]
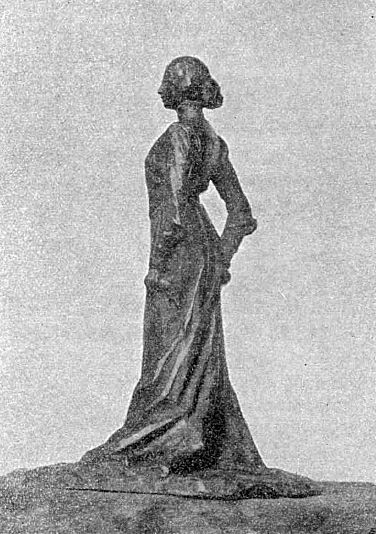
Statuetă [ Frederic Storck  ]
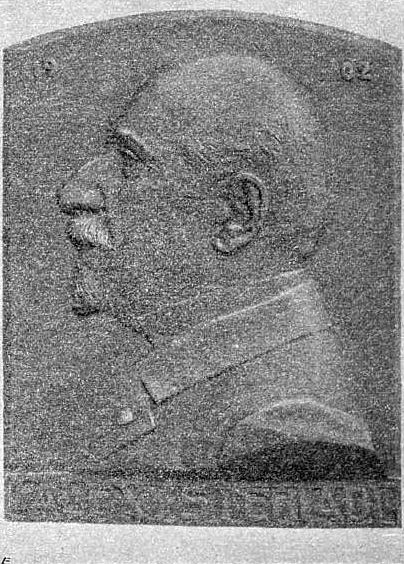
Portret Steriade [ Frederic Storck  ]

## Lucrări și participanți
Cronica de artă din acel an a vorbit despre:
- Constantin Artachino - a expus o serie de portrete ca cel al dnei C.C., al drei P. și peisaje dintre care a fost menționat cel intitulat Seară.[6]
- Ștefan Luchian - a prezentat mai multe pasteluri ca Ruinele de la Comana, În marginea pădurii, De la Petroșani. A avut și lucrări mai vechi cum sunt Cursele de cai și Copilul cu gâștele.[6]
- Ipolit Strâmbulescu - a expus peste 20 de lucrări cu portrete și capete de expresie, unele din ele fiind mici studii.[6]

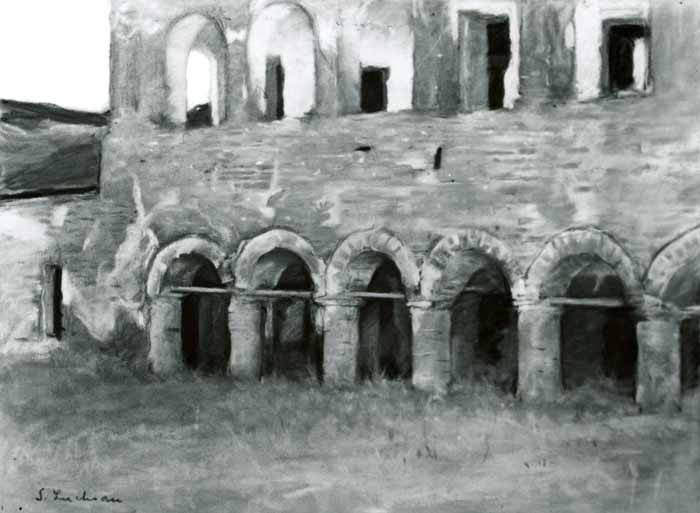
Ruinele de la Comana - Ștefan Luchian

- Kimon Loghi - a oferit publicului vizitator un portret cu o mare fluiditate de stofe și noblețe al dnei A.W., o lucrare în care se vede influența lui Arnold Böcklin intitulată Baladă și încă două pânze Intrarea casei părintești și Vederi din insula Prinkipo.[6]
- Ștefan Popescu - a realizat tematici de genul baladei și legendei cu o cromatică discretă și accente de melancolie. De menționat sunt Cele 12 fete de împărat în grădină (acuarelă), o scenă cu Făt-Frumos, Și bătu de 3 ori cu buzduganul în poarta de aramă. A expus și câteva peisaje din care transpare sentimentul de liniște și duioșie.[6]
- Arthur Verona - a venit cu Portretul Principesei Maria într-un costum din secolul al VI-lea și pesiaje ca Pe ger, Portul Brăilei și Toamna.[6]
- Nicolae Grant - a adus picturi și acuarele cu influențe ale școlii franceze, în special peisaje.[6]
- Nicolae Vermont - dintre lucrările pe care le-a expus au fost menționate Christ ducându-și crucea, Hora și Botezul la țară.[6]
- Gheorghe Petrașcu - a abordat tematica fantastică și legendară în pânze ca Feerie de noapte și Resturi medievale, visătoare și poetică în Seara pe Herăstrău, intimă și sentimentală ca Intrarea în grădină, dramatică în Stradă din Bretania, caldă și nobilă în Colț de stradă la Vitre și monumental-evocatoare în Casă la Montreuil.[6]
- Frederic Storck - a fost amintit cu Capul unui sacagiu, lucrare pe care Carmen Sylva a scris numele Diogene, cu bustul din marmură intitulat Florica și cu o Statuetă din bronz ce era un presse-papier care avea nud modelat foarte atrăgător.[6]
- Oscar Späthe - a fost menționat cu statueta Dorobanțul care făcea parte din colecția lui Carol I.[6]

Picturi care au fost prezente la Expoziția Tinerimii artistice din anul 1903
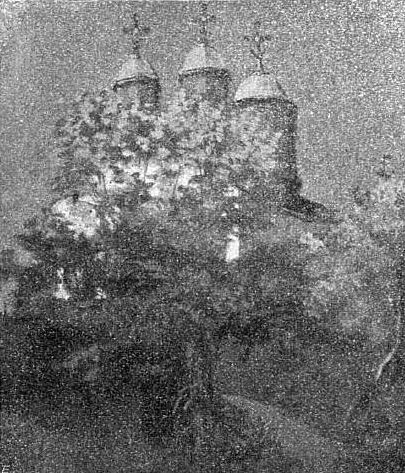
Biserica din Fințești [ Ștefan Popescu ]
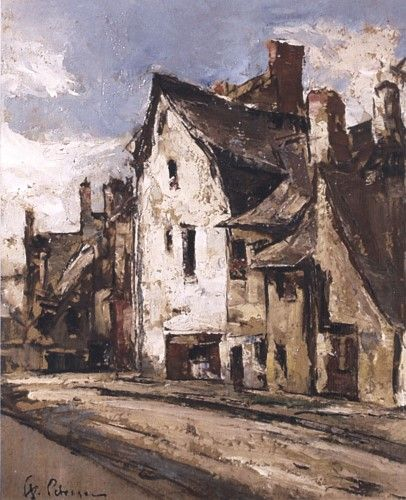
Colț de stradă la Vitre [ Ghe. Petrașcu ]
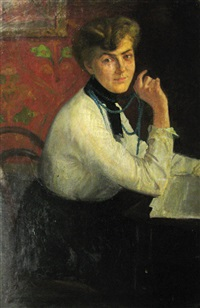
Portretul drei G. [ Ipolit Strâmbu ]
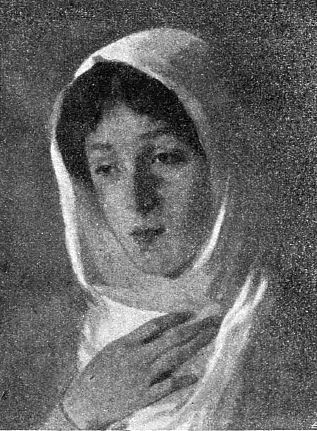
Cap de expresie [ Ipolit Strâmbu ]
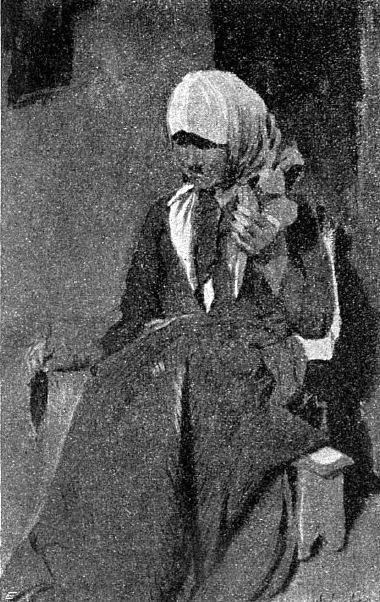
Babă torcând [ Ștefan Luchian ]
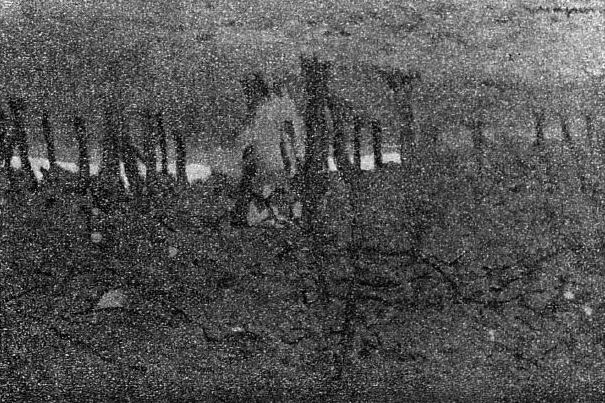
Peisaj de toamnă [ Ștefan Luchian ]
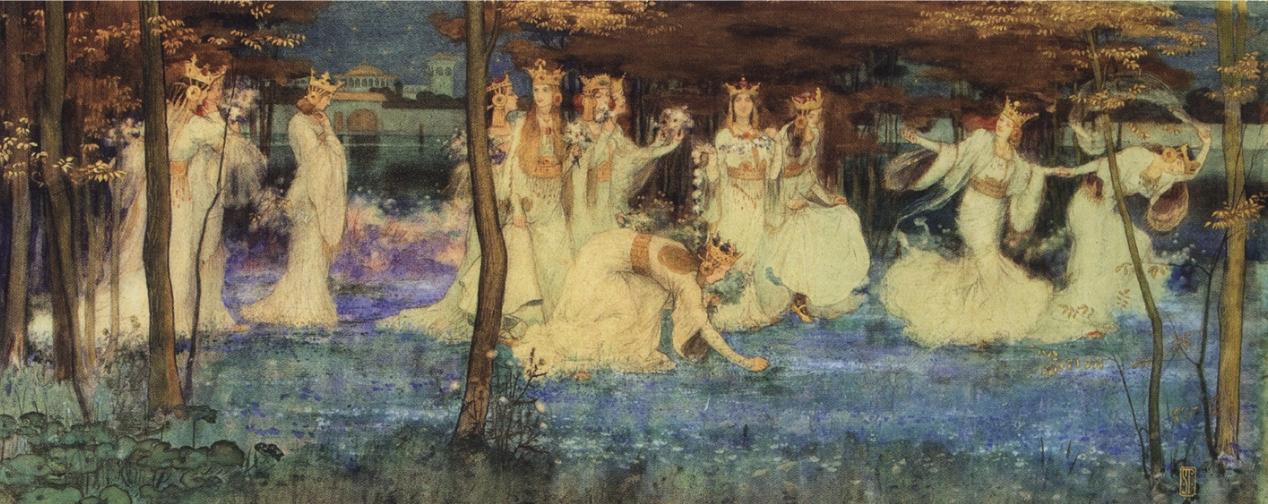
Cele 12 fete de împărat în grădină [ Ștefan Popescu ]
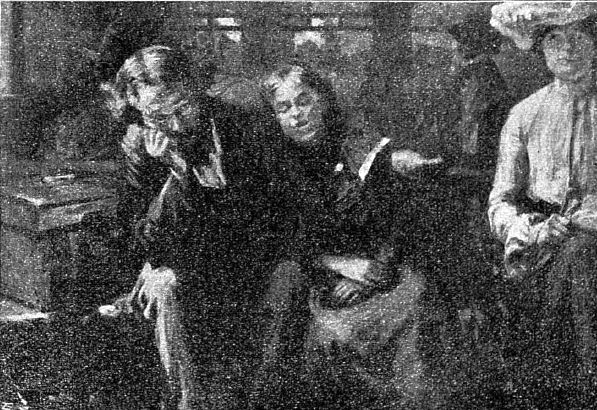
Lupta pentru existență [ Nicolae Vermont ]
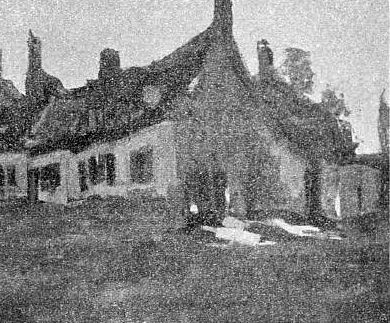
Case vechi la Montreuil [ Gheorghe Petrașcu ]

Ca urmare a succesului înregistrat de expoziția din anul 1903, autoritățile nu au mai putut să nu ia în considerare reala valoare a evenimentului. Astfel, Ministerul Cultelor și Instrucțiunii Publice care luase decizia de a nu mai organiza o Expoziție a artiștilor în viață, a cumpărat mai multe lucrări din expoziția organizată de societate.